# Buninyong
Buninyong is een plaats in de Australische deelstaat Victoria en telt 1800 inwoners (2006).